# TNT Express Meeting

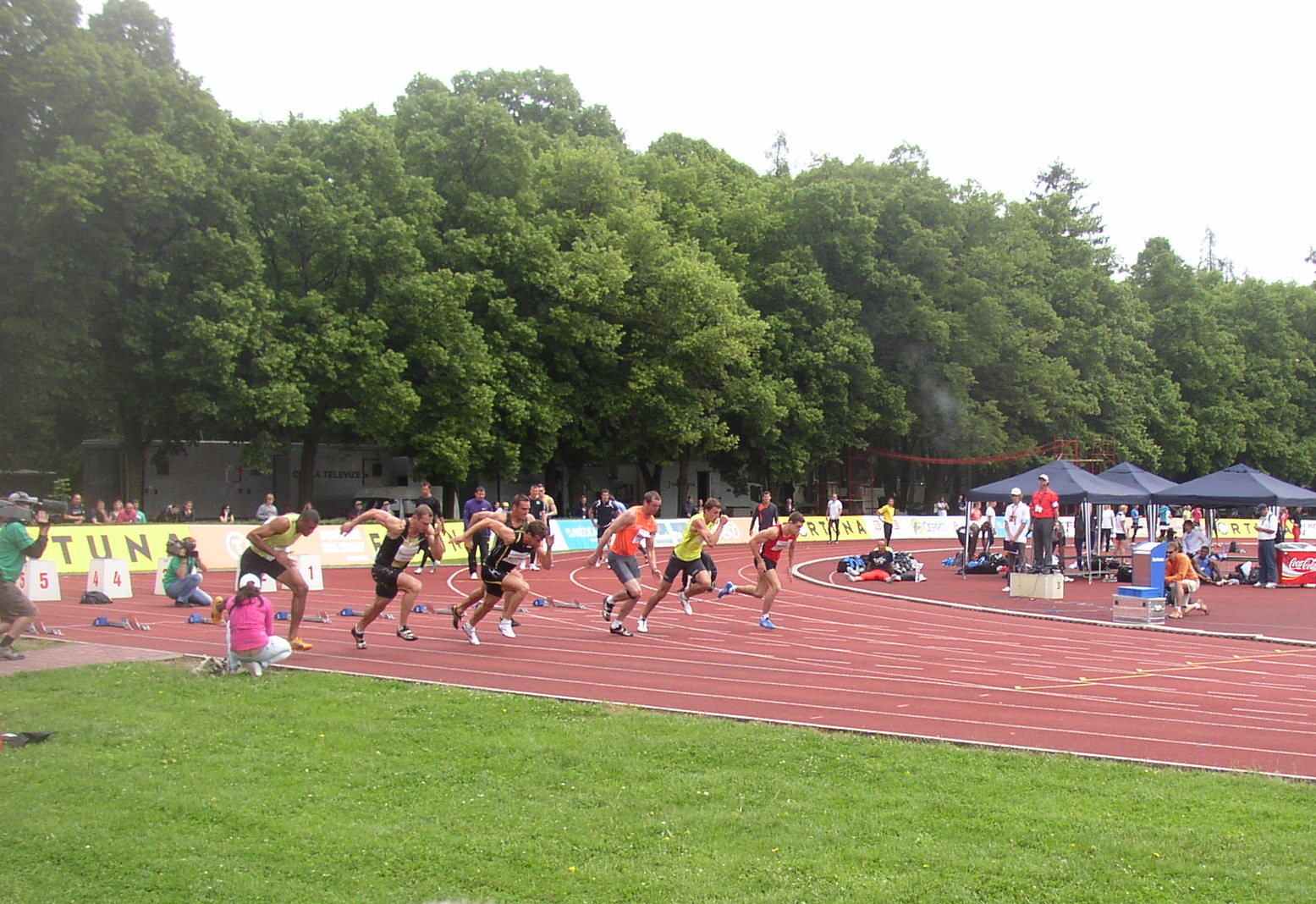
100 m mužů při 4. ročníku mítinku

TNT Express Meeting (v letech 2007 – 2012 TNT - Fortuna Meeting) je mezinárodní atletický vícebojařský mítink, který se koná každoročně od roku 2007 na kladenském městském stadionu Sletiště. V srpnu roku 2009 rozhodla rada mezinárodní asociace atletických federací na kongresu v Berlíně o zařazení kladenského mítinku do elitní vícebojařské série IAAF Challenge.
Ředitelem mítinku je Zdeněk Lubenský, někdejší atlet, který se věnoval skoku o tyči.

## Přehled vítězů

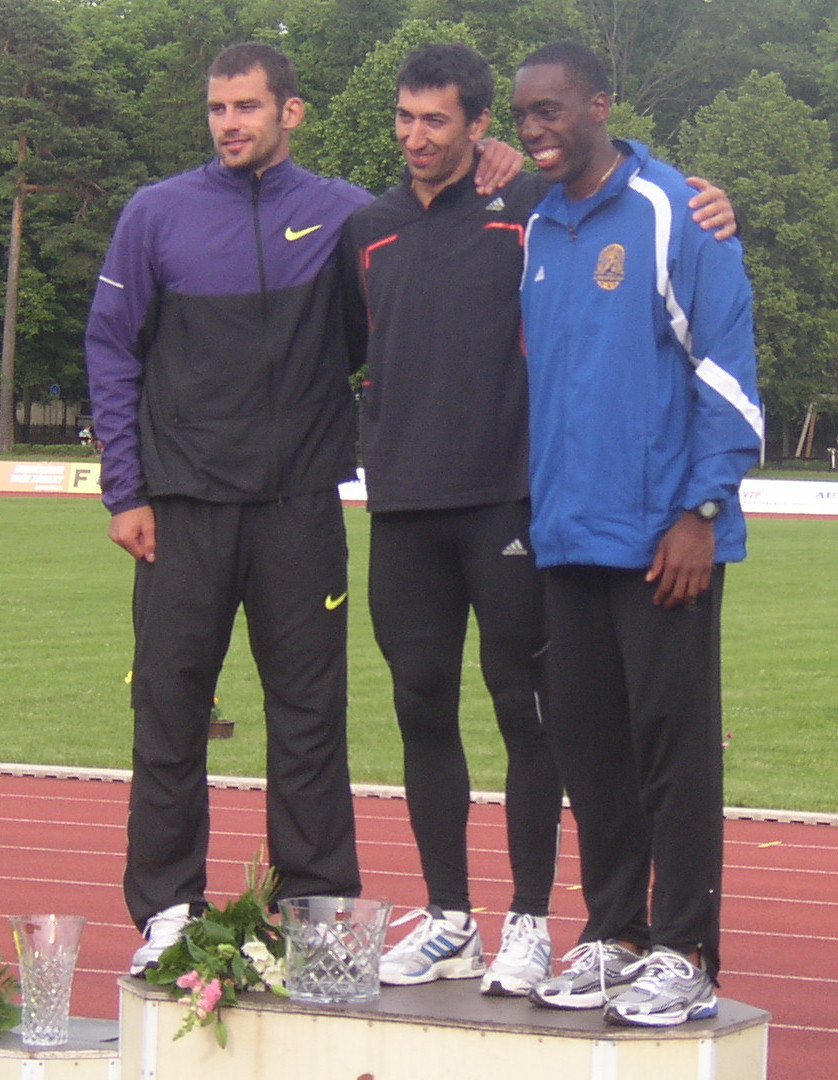
Medailisté mužského desetiboje, 2010

Prvého ročníku v roce 2007 se zúčastnil také Tomáš Dvořák, který skončil na celkovém čtvrtém místě, když posbíral 8 020 bodů. Jednalo se o jeho poslední desetiboj v kariéře, který dokončil.
Dvakrát se stala vítězkou sedmiboje ukrajinská atletka Ludmila Blonská, která v roce 2008 získala stříbrnou medaili na letních olympijských hrách v Pekingu. Brzy poté však o medaili přišla, když měla pozitivní dopingový test na anabolický steroid methyltestosteron. V jejím případě se jednalo již o druhé provinění. Již v roce 2003 neprošla kontrolou na mítinku ve francouzském Arles. V roce 2009 byl mítink po oba dva dny ovlivněn deštivým a chladným počasím. Vítězství obhájil z roku 2008 Jamajčan Maurice Smith a mezi ženami vyhrála olympijská vítězka z Pekingu Ukrajinka Natalija Dobrynská.

### 2010
V roce 2010 byla soutěž desetibojařů ovlivněna zdravotními problémy. Hned v úvodní disciplíně, běhu na 100 metrů si obnovili zranění olympijští vítězové Bryan Clay a následně i Roman Šebrle. Do dalších soubojů nezasáhl ani bronzový olympijský medailista z Athén, Kazach Dmitrij Karpov, který po nevýrazných výkonech na stovce a v dálce nenastoupil do koulařského sektoru. Vítězem se stal nakonec Oleksej Kasjanov z Ukrajiny. Dvojnásobného vítěze mítinku Maurice Smithe z Jamajky v závěrečné patnáctistovce postihli křeče a nakonec skončil celkově čtvrtý.
Soutěž žen ovládla česká vícebojařka Eliška Klučinová, která výkonem 6 268 bodů vyrovnala český rekord Zuzany Lajbnerové z roku 1988. Druhá Ruska Gončarevová ztratila 86 bodů. Třetí skončila Ukrajinka Josypenková a čtvrtá její krajanka Hanna Melničenková, která se jako poslední dostala přes šest tisíc bodů.

### 2011
V roce 2011 vylepšila rekord mítinku Ruska Taťána Černovová, která si v sedmiboji vytvořila nový osobní rekord 6 773 bodů a dosavadní výkon Ukrajinky Blonské vylepšila o 352 bodů. Potřetí na druhém místě skončila Polka Karolina Tymińská a třetí Aiga Grabusteová z Lotyšska, která ztratila na vítězku propastných 521 bodů.
Mezi muži nakonec zvítězil stříbrný medailista z Berlína 2009 Kubánec Leonel Suárez, který nasbíral 8 231 bodů. Před čtvrtou disciplínou, skokem do výšky se zranil Bělorus Andrej Kravčenko a ze soutěže odstoupil. Po prvním dnu vedl s počtem 4 225 bodů Darius Draudvila z Litvy. Ten však nakonec skončil až na 10. místě. K vítězství měl blízko také kazašský vícebojař Dmitrij Karpov, který ovládl sedmou (hod diskem) a osmou (skok o tyči) disciplínu. V oštěpu ale předvedl druhý nejhorší výkon a v závěrečné patnáctistovce se do cíle protrápil v čase 4:52,73 a obsadil konečné 4. místo. Stříbro získal Belgičan Hans Van Alphen a třetí místo obsadil Willem Coertzen z JAR.
Nejlepším českým vícebojařem byl František Staněk, který závod dokončil na 15. místě (7 470). Zdravotními problémy sužovaný Roman Šebrle skončil na 18. místě, jako čtvrtý nejlepší z Čechů. Jeho zisk 7 343 bodů je nejhorší výkon od roku 1996.

### Medailisté - muži
| Ročník | Datum konání          | 1. místo         | Výkon | 2. místo                | Výkon | 3. místo             | Výkon |
| ------ | --------------------- | ---------------- | ----- | ----------------------- | ----- | -------------------- | ----- |
| 1.     | 19. – 20. červen 2007 | Roman Šebrle     | 8 697 | Dmitrij Karpov          | 8 553 | Romain Barras        | 8 298 |
| 2.     | 18. – 19. červen 2008 | Maurice Smith    | 8 434 | Roman Šebrle            | 8 076 | Roland Schwarzl      | 7 787 |
| 3.     | 23. – 24. červen 2009 | Maurice Smith    | 8 157 | Roman Šebrle            | 8 058 | Dmitrij Karpov       | 8 029 |
| 4.     | 15. – 16. červen 2010 | Oleksij Kasjanov | 8 381 | Alexej Drozdov          | 8 246 | Jamie Adjetey-Nelson | 8 239 |
| 5.     | 15. – 16. červen 2011 | Leonel Suárez    | 8 231 | Hans Van Alphen         | 8 120 | Willem Coertzen      | 8 094 |
| 6.     | 9. - 10. červen 2012  | Dmitrij Karpov   | 8 173 | Roman Šebrle            | 8 097 | Pelle Rietveld       | 8 073 |
| 7.     | 8. - 9. červen 2013   | Andrej Kravčenko | 8 380 | Dmitrij Karpov          | 7 978 | Marek Lukáš          | 7 753 |
| 8.     | 14. - 15. červen 2014 | Oleksij Kasjanov | 8 083 | Adam Sebastian Helcelet | 7 989 | Eduard Mikhan        | 7 987 |
| 9.     | 12. – 13. červen 2015 | Marek Lukáš      | 7 892 | Martin Roe              | 7 842 | Romain Martin        | 7 825 |
| 10.    | 10. - 11. červen 2016 | Lars Vikan Rise  | 7 925 | Marek Lukáš             | 7 903 | Mikk Pahapill        | 7 814 |
| 11.    | 2017                  | Larbi Bourrada   | 8 120 | Willem Coertzen         | 7 804 | Martin Roe           | 7 741 |

### Medailisté - ženy
| Ročník | Datum konání          | 1. místo           | Výkon | 2. místo                        | Výkon | 3. místo               | Výkon |
| ------ | --------------------- | ------------------ | ----- | ------------------------------- | ----- | ---------------------- | ----- |
| 1.     | 19. – 20. červen 2007 | Ludmila Blonská    | 6 354 | Karolina Tymińská               | 6 199 | Ludmila Josypenková    | 5 875 |
| 2.     | 18. – 19. červen 2008 | Ludmila Blonská    | 6 421 | Karolina Tymińská               | 6 215 | Denisa Ščerbová        | 6 104 |
| 3.     | 23. – 24. červen 2009 | Natalija Dobrynská | 6 249 | Julia Tarasovová                | 5 916 | H.M.Thorsteindóttirová | 5 878 |
| 4.     | 15. – 16. červen 2010 | Eliška Klučinová   | 6 268 | Marina Gončarovová              | 6 182 | Ludmila Josypenková    | 6 142 |
| 5.     | 15. – 16. červen 2011 | Taťjana Černovová  | 6 773 | Karolina Tymińská               | 6 516 | Aiga Grabusteová       | 6 252 |
| 6.     | 9. – 10. červen 2012  | Eliška Klučinová   | 6 283 | Katarina Johnsonová-Thompsonová | 6 248 | Jana Maximovová        | 6 103 |
| 7.     | 8. – 9. červen 2013   | Hanna Melnyčenková | 6 416 | Karolina Tymińská               | 6 360 | Eliška Klučinová       | 6 190 |
| 8.     | 14. - 15. červen 2014 | Eliška Klučinová   | 6 460 | Katsiaryna Netsviatayeva        | 5 891 | Lucia Mokrášová        | 5 769 |
| 9.     | 12. – 13. červen 2015 | Hanna Kasjanovová  | 6 277 | Eliška Klučinová                | 6 148 | Karolina Tymińská      | 6 048 |
| 10.    | 10. - 11. červen 2016 | Kateřina Cachová   | 6 328 | Jana Maximovová                 | 6 076 | Karolina Tymińská      | 6 075 |
| 11.    | 2017                  | Kateřina Cachová   | 6 337 | Eliška Klučinová                | 6 285 | Marthe Koala           | 6 230 |